# Philibertia solanoides
Philibertia solanoides là một loài thực vật có hoa trong họ La bố ma. Loài này được Kunth miêu tả khoa học đầu tiên năm 1818.